# Irish Singles Chart

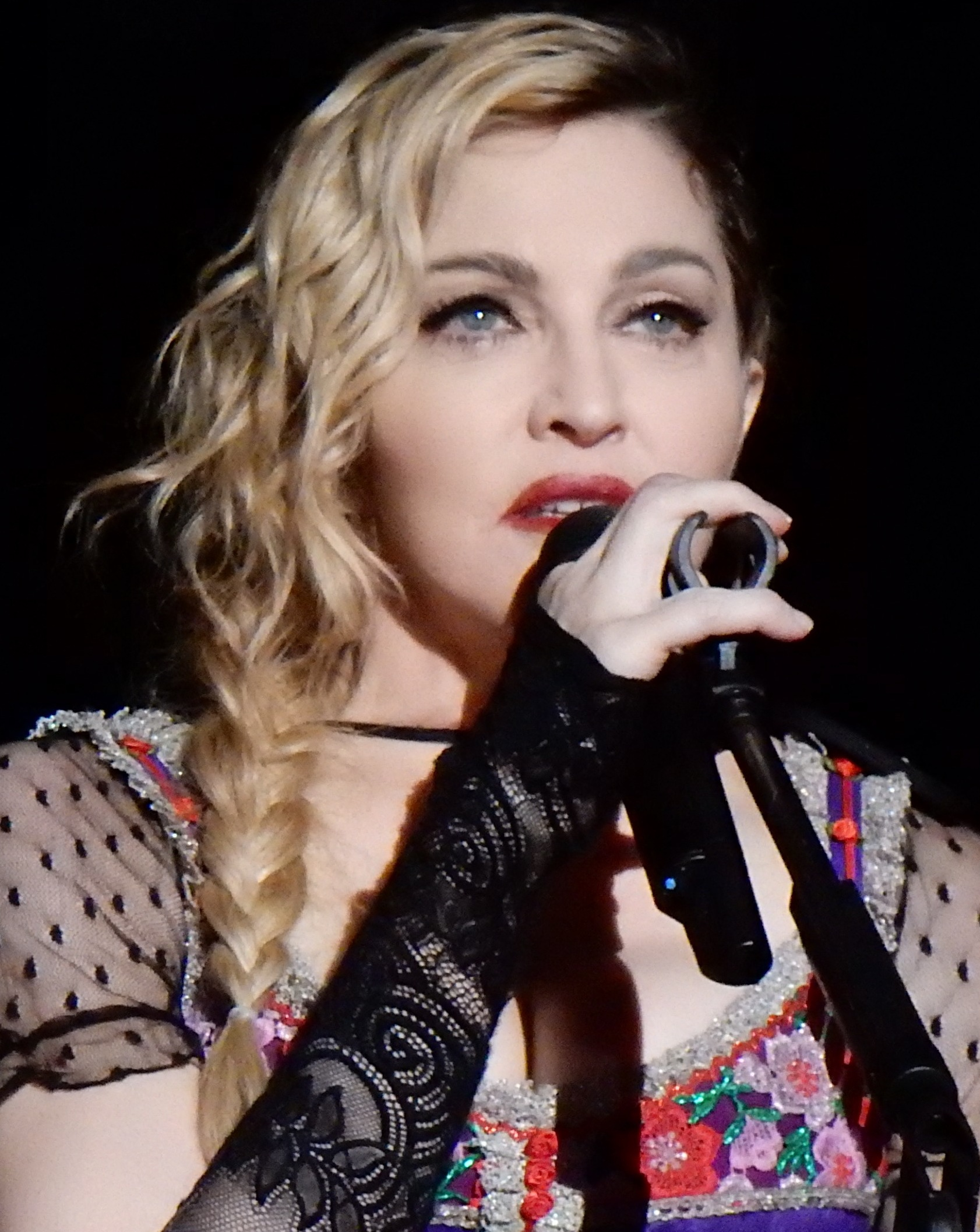
Madonna Rebel Heart Tour 2015 - Estocolmo

Irish Singles Chart (en castellano: 'Lista de sencillos irlandesa') es la lista de éxitos de la industria discográfica de la música popular de Irlanda. Es emitida semanalmente por la Irish Recorded Music Association (en castellano: 'Asociación Irlandesa de la Música Grabada') y recopilada bajo el nombre IRMA. 
En la actualidad, más de cuarenta discográficas transmiten datos de las listas de éxitos, lo que representa más del 80% del mercado. Un nuevo gráfico se recopila y es lanzado oficialmente al público por la Irish Recorded Music Association, grabada el viernes al mediodía. Cada lista está creada para poner fin a la fecha del jueves anterior (es decir, el día antes de la emisión). La lista de sencillos fue publicada por primera vez el 1 de octubre de 1962, y cubrió los sencillos del Top 10 de la semana anterior por los envíos de los sellos discográficos.

## Artistas con más éxitos en el primer lugar
1. 21
- The Beatles

2. 13
- U2
- Westlife

3. 12
- ABBA

4. 9
- Boyzone
- Cliff Richard
- Michael Jackson

5. 8
- Dickie Rock and The Miami Showband
- Elvis Presley
- Madonna
- Britney Spears

6. 7
- Eminem
- Dustin the Turkey
- Kylie Minogue

## Canciones con más semanas en el primer lugar
1. 18 semanas
- "Riverdance" – Bill Whelan

2. 13 semanas
- "Put 'Em Under Pressure" – Selección de Irlanda

3. 12 semanas
- "Hey Jude" – "The Beatles"
- "I Gotta Feeling" – "The Black Eyed Peas"
- "Happy" – "Pharrell Williams"

5. 11 semanas
- "Nothing Compares 2 U" – Sinead O Connor
- "Bohemian Rhapsody" – Queen
- "(Everything I Do) I Do It For You" – Bryan Adams

8. 10 semanas
- "Mull of Kintyre" – Wings
- "Maniac 2000" – Mark McCabe

10. 9 semanas
- "From a Jack to a King" – Ned Miller
- "All Kinds of Everything" – Dana
- "You're the One That I Want" – John Travolta and Olivia Newton-John
- "Do the Bartman" – The Simpsons
- "Think Twice" – Celine Dion
- "Where Is the Love?" – Black Eyed Peas
- "Hips Don't Lie" – Shakira featuring Wyclef Jean
- "I Useta Lover" – The Saw Doctors